# Väversunda församling
Väversunda församling var en församling i Linköpings stift inom Svenska kyrkan i Vadstena kommun. Församlingen uppgick 2006  i Dals församling.
Församlingskyrka var Väversunda kyrka.

## Administrativ historik
Församlingen har medeltida ursprung. 
Församlingen var till 2006 annexförsamling i pastoratet Rogslösa och Väversunda som 1962 utökades med  Örberga församling, Nässja, Herrestads församling och Källstads församling, samt i perioden från 1962 till 1992 Strå församling. Församlingen uppgick 2006  i Dals församling.
Församlingskod var 058409.

## Komministrar
Lista över komministrar i Väversunda församling. Tjänsten vakanssattes 17 juni 1904 och drogs in 1 maj 1917.
| Verksam   | Namn                    | Levnadstid | Övrigt                                                     |
| --------- | ----------------------- | ---------- | ---------------------------------------------------------- |
| 1603      | Petrus Laurentii        | -1603      | Komminister.                                               |
| 1643      | Ericus Amemontanus      | 1601-1680  | Komminister. Senare komminister i Västra Husby församling. |
| 1666-1699 | Sveno Argillander       | 1634-1699  | Komminister.                                               |
| 1699-1701 | Nicolaus Lägerbom       |            | Komminister. Senare kyrkoherde i Vena församling.          |
| 1701-1709 | Petrus Planander        | 1669-1721  | Komminister. Senare kyrkoherde i Rogslösa församling.      |
| 1709-1710 | Johan Collander         | 1674–1745  | Komminister. Senare kyrkoherde i Östra Husby församling.   |
| 1710-1748 | Petrus Tillberg         | 1678-1748  | Komminister.                                               |
| 1750-1776 | Claes Wiridén           | 1711-1776  | Komminister.                                               |
| 1776-1786 | Zacharias Ekstrand      | 1736-1786  | Komminister.                                               |
| 1787-1801 | Anders Berzelius        | 1753-1801  | Komminister.                                               |
| 1801-1820 | Carl Ekenberg           | 1761-1820  | Komminister.                                               |
| 1821-1837 | Olof Leydner            | 1786-1866  | Komminister. Senare kyrkoherde i Askeby församling.        |
| 1838-1871 | Anders Petter Widegren  | 1798-1871  | Komminister.                                               |
| 1873-1882 | Gustaf Adolf Linderstam | 1837-1896  | Komminister. Senare kyrkoherde i Hagebyhöga församling.    |
| 1882-1893 | Ernst Ferdinand Sjöling | 1851-1925  | Komminister. Senare kyrkoherde i Sunds församling.         |
| 1893-1903 | Per Fredrik Turnell     | 1846-1903  | Komminister.                                               |

## Klockare och organister[6]
Organister och klockare vid Väversunda kyrka.
| Verksam   | Namn                | Levnadstid   | Övrigt                      |
| --------- | ------------------- | ------------ | --------------------------- |
| 1682–1729 | Per Håkansson       | ca 1651–1729 | Klockare                    |
| –1766     | Gudmun Mattsson     | ca 1688–1766 | Klockare                    |
| 1766–1784 | Sven Gudmunsson     | 1730–1795    | Klockare                    |
| 1784–1792 | Magnus Ramqvist     | 1732–1792    | Klockare och organist       |
| 1793–1852 | Erik Wadsberg       | 1772–        | Klockare och organist       |
| 1852–1900 | Karl Axel Forsman   | 1816–1912    | Klockare och organist       |
| 1900–1907 | Enoc Landelius      | 1876–        | Folkskollärare och organist |
| 1907–1915 | Axel Jonsson        | 1881–        | Folkskollärare och organist |
| 1915–1921 | Ernst Ljungberg     | 1887–        | Folkskollärare och organist |
| 1922–1924 | Eskil Åström        | 1880–        | Folkskollärare och organist |
| 1925–1948 | Inge Österlund      | 1903–        | Folkskollärare och organist |
| –1956     | Nils Erik Petersson | 1920–        |                             |